# کیمیا و خاک
کیمیا و خاک فیلمی به کارگردانی و تهیه‌کنندگی عباس رافعی و نویسندگی عباس رافعی و بهرام صحیحی ساخته سال ۱۳۸۷ است.

## خلاصه فیلم
فضای ملتهب آبان ۱۳۵۷ سرنوشت ۵ گروهی را که می‌خواهند با آخرین پرواز از ایران خارج شوند به هم گره می‌زند و در این میان یکی از مأموران اصلی ساواک در جستجوی مدرکی است که هویت مخالفان را می‌تواند فاش سازد…

## جشنواره‌ها
فیلم کیمیا و خاک در بیست و هشتمین دوره جشنواره فیلم فجر (۱۳۸۸) در بخش نقش دوم زن (آزیتا حاجیان) کاندیدا و در بخش مسابقه سینمای آسیا حضور داشته‌است.